# 史提夫·揚
乔恩·史蒂文·“史蒂夫”·揚（英語：Jon Steven "Steve" Young，1961年10月11日—），美國前美式足球運動員，在場上的位置是四分衛，在NFL參賽了15個賽季，也是史上第一位達成30000傳球碼數+4000持球衝鋒碼數的四分衛。他畢業於楊百翰大學，而他本人也是楊百翰的直系後代。

## 外部連結
- Template:Profootballhof
- Template:Cfbhof
- Forever Young Foundation （页面存档备份，存于）
- 球員資料及職業生涯數據可在以下網站查詢： NFL.com · Pro Football Reference ·
- Steve Young在互联网电影资料库（IMDb）上的資料（英文）